# EVALO
EVALO ist das Akronym für das interdisziplinäre Forschungsprojekt Eröffnung von Anpassungsfähigkeit für lebendige Orte. Dieses vom deutschen Bundesministerium für Bildung und Forschung geförderte Projekt beschäftigte sich drei Jahre lang (2001–2004) mit der Erforschung anpassungsfähiger Stadtstrukturen.
Unter Beteiligung von Instituten und Planungsbüros aus unterschiedlichen Disziplinen wie Haushaltsökonomie, Pädagogik, Verkehrsplanung und Sozialforschung wurde empirisch erforscht, welche Eigenschaften Stadtquartiere anpassungsfähig, das heißt für verschiedene Ansprüche alltagstauglich, machen. Als Perspektiven kamen die Sicht der Kinder, Eigenarbeit und Subsistenz, Versorgung mit Lebensmitteln, Integration verschiedener sozialer Gruppen, Kommunikation, Bildung und Arbeit zur Anwendung. 
Die Ergebnisse der Untersuchungen, für die Gebiete in ganz Deutschland herangezogen wurden, werden seit Mitte 2004 in Berichten, Kolloquien, Artikeln verbreitet und diskutiert. Es ging dem Projekt um Empfehlungen für die Stadtplanung, für Städtebaupolitik und -förderung auf allen Ebenen. Das Projekt EVALO wurde von der Arbeitsgruppe "Integrierte Verkehrsplanung" an der Universität Kassel (Leiter Helmut Holzapfel) koordiniert.